# (9175) Graun
(9175) Graun (1990 OO2) – planetoida z pasa głównego asteroid okrążająca Słońce w ciągu 4,2 lat w średniej odległości 2,6 j.a. Odkryta 29 lipca 1990 roku.